# Приморье (игорная зона)
Игорная зона «Приморье» — одна из четырёх официально установленных игорных зон в России. Образование её предусмотрено распоряжением Правительства РФ № 1213-р от 20 августа 2009 года «О создании на территории Артёмовского городского округа Приморского края игорной зоны „Приморье“».

## География
Под строительство инфраструктуры игорной зоны отведено 620 гектаров земли в курортной зоне Уссурийского залива на берегу бухты Муравьиная у мыса Черепаха в 50 км от столицы Приморья — города Владивостока и в 15 км от ближайшего аэропорта — Кневичи.
На территории зоны запланировано строительство гостиниц, торгово-выставочных и культурно-развлекательных комплексов, яхт-клуба и других объектов.

## Резиденты
Первоначально открытие первого казино намечалось на ноябрь 2011 года. Открытие игорной зоны в тестовом режиме состоялось 8 октября 2015 года, когда заработало казино «Тигре де Кристал» (Tigre de Cristal). Окончательное открытие в формате grand opening прошло 11 ноября 2015. Компания «Джи 1 Интертейнмент», владеющая казино Tigre de Cristal, планирует возвести отельные мощности на 500 гостиничных номеров, театр и дополнительную спортивную инфраструктуру.
Другая компания-инвестор («Даймонд Форчун Холдингс Прим») планирует сдать первую очередь казино Selena с 4-звездочным отелем и торговыми галереями к концу 2017 года. Ещё один отель — пятизвездочный — с казино и SPA-центром откроется в 2019 году, а в 2021 году планируется открытие ещё одного 4-звездочного отеля с казино.
Компания «Ройял Тайм Приморье» только планирует приступить к строительству комплекса, идут геологические изыскания, инвестиции составят 215 млн долларов.
Компания NagaCorp Ltd реализует проект стоимостью 350 млн долларов, включающий в себя открытый бассейн, театр и большой торговый центр.

## Транспортная доступность
В 15 км от игорной зоны расположен международный аэропорт Кневичи.
В 2016 году планируется открытие паромной линии Владивосток-Пусан-Шанхай-Нагасаки-Владивосток.

## Перспективы
Игорная зона после открытия всех объектов сможет принимать до 8-10 миллионов гостей в год. Из-за низкой плотности населения в крае и удалённости от крупных городов игорная зона «Приморье», по крайней мере на начальном этапе, ориентируется преимущественно (на 70—80 %) на клиентов из соседних стран Восточной Азии (КНР, Япония). Популярности игорной зоны будет способствовать облегчённый визовый режим (получение 8-дневной въездной визы непосредственно на границе) в границах Свободного порта Владивосток.